# ولیکو سلو (پیرت)
ولیکو سلو (پیرت) (به لاتین: Veliko Selo (Pirot)}} یک عوارض جغرافیایی در صربستان است که در Pirot District واقع شده‌است.

## خصوصیات
ولیکو سلو ۳۴۵ نفر جمعیت دارد.